# Tramvajová doprava v Athénách
V hlavním městě Řecka, v Athénách, se nachází tramvajová síť. Jedná se o velmi mladý systém, fungující od roku 2004 (tehdy byl zahájen provoz na třech linkách). Provozovatelem sítě je společnost Attiko metro.
V dějinách Athén již tramvaje po nějaký čas v ulicích jezdily; jednalo se o koňku, která sloužila mezi lety 1880 a 1902. Poté ji nahradily elektrické tramvaje. Jejich rozvoj nastal v poválečných časech šedesátých let, o další desetiletí později se však situace rapidně otočila a tratě byly rychle rušeny; tramvajový provoz tak skončil celý roku 1977. V následujících letech tak povrchovou dopravu zajišťovaly autobusy a metro. Životní prostředí se však zhoršovalo, město stále častěji trápil smog. Proto se začalo s rychlým budováním jak dvou tras metra, tak později i s znovuobnovením sítě tramvajové. Nové tramvajové trati se kříží v terminálu Syntagma a mají vazby na metro. Do provozu byly nasazeny moderní několikačlánkové tramvaje, vyrobené závodem Ansaldo-Bredas designem ze studia Pininfarina. V prostorách bývalého letiště Hellenikon byla umístěna též i jediná dnešní vozovna.